# Związek Walki o Wyzwolenie Klasy Robotniczej

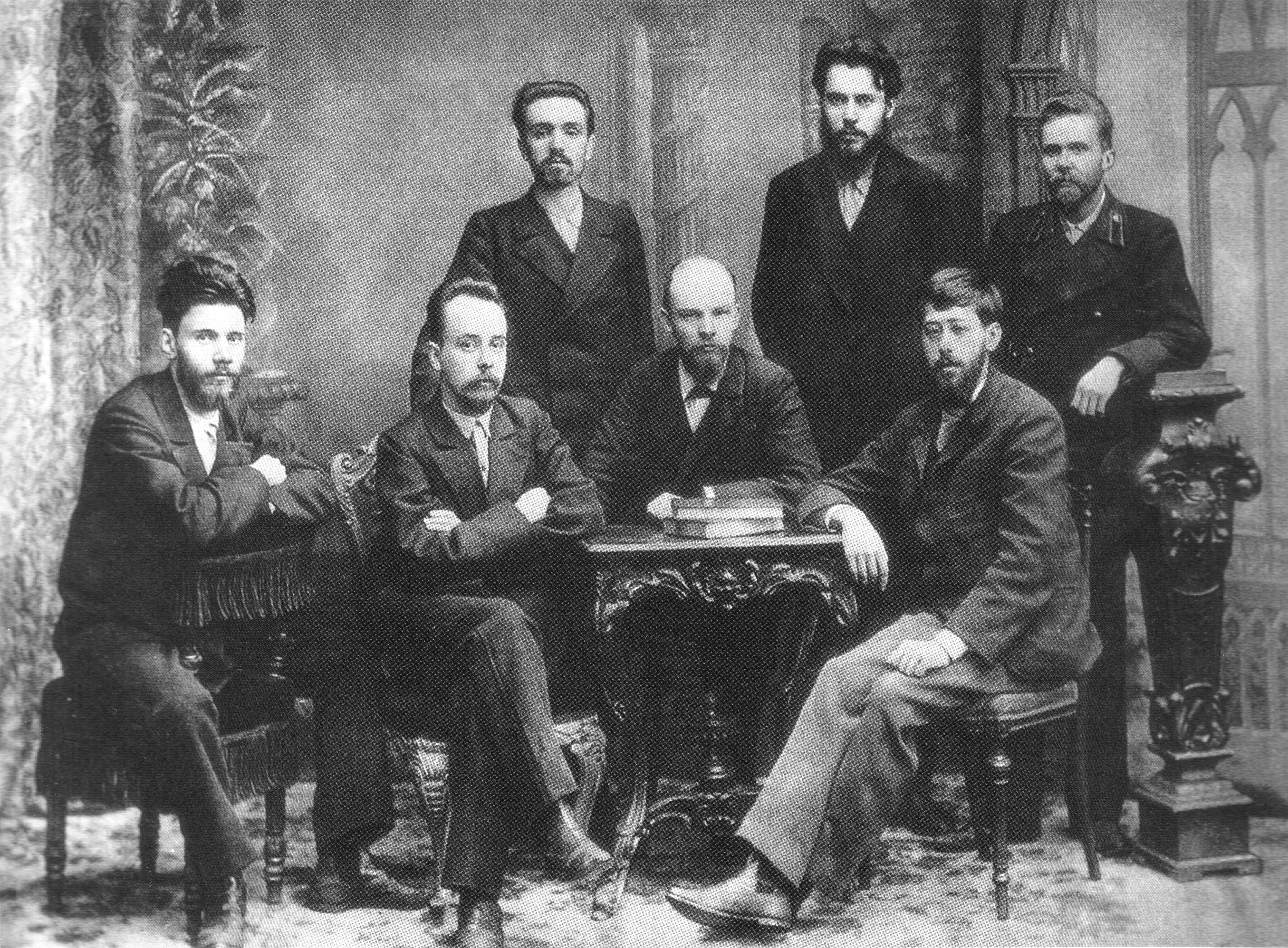
Członkowie Związku Walki o Wyzwolenie Klasy Robotniczej. Od lewej stoją: Aleksander Malczenko, Piotr Zaporożec, Anatolij Waniejew, od lewej siedzą: Wasilij Starkow, Gleb Krżyżanowski, Włodzimierz Uljanow (Lenin) i Lew Martow. Petersburg, 1897

Związek Walki o Wyzwolenie Klasy Robotniczej – ugrupowanie powstałe w Petersburgu w listopadzie 1895 z inicjatywy Włodzimierza Uljanowa (Lenina).
Był to zalążek Socjaldemokratycznej Partii Robotniczej Rosji, założonej w 1898 w Mińsku.